# Tour du Haut-Var 1997
Il Tour du Haut-Var 1997, ventinovesima edizione della corsa e valida come evento del circuito UCI categoria 1.2, si svolse il 22 febbraio 1997, su un percorso di circa 202 km. Fu vinto dall'italiano Rodolfo Massi che terminò la gara con il tempo di 5h09'25", alla media di 39,17 km/h.
Al traguardo 24 ciclisti portarono a termine il percorso.

## Ordine d'arrivo (Top 10)
| Pos. | Corridore          | Squadra       | Tempo    |
| ---- | ------------------ | ------------- | -------- |
| 1    | Rodolfo Massi      | Casino        | 5h09'25" |
| 2    | Richard Virenque   | Festina       | a 1'49"  |
| 3    | Laurent Jalabert   | Once          | s.t.     |
| 4    | Patrick Jonker     | Rabobank      | a 2'03"  |
| 5    | Mikel Zarrabeitia  | Once          | s.t.     |
| 6    | Emmanuel Magnien   | Festina       | a 2'58"  |
| 7    | Giuseppe Tartaggia | Batik         | s.t.     |
| 8    | Marco Velo         | Brescialat    | s.t.     |
| 9    | Miguel Arroyo      | BigMat        | s.t.     |
| 10   | Nicola Ramacciotti | Cantina Tollo | a 3'03"  |